# Decalobanthus
Genre
Decalobanthus est un genre de plantes de la famille des Convolvulaceae.

## Liste des espèces et variétés
Selon Catalogue of Life (9 septembre 2019) :
- Decalobanthus bimbim (Gagnep.) A. R. Simões & Staples
- Decalobanthus boisianus (Gagnep.) A. R. Simões & Staples
- Decalobanthus borneensis (Merr.) A. R. Simões & Staples
- Decalobanthus bracteatus (P. S. Bacon) A. R. Simões & Staples
- Decalobanthus eberhardtii (Gagnep.) A. R. Simões & Staples
- Decalobanthus elmeri (Merr.) A. R. Simões & Staples
- Decalobanthus korthalsianus (Ooststr.) A. R. Simões & Staples
- Decalobanthus mammosus (Lour.) A. R. Simões & Staples
- Decalobanthus pacificus (Ooststr.) A. R. Simões & Staples
- Decalobanthus peltatus (L.) A. R. Simões & Staples
- Decalobanthus pulchrus (Ooststr.) A. R. Simões & Staples
- Decalobanthus similis (Elmer) A. R. Simões & Staples
- Decalobanthus sumatranus Ooststr.

Selon GRIN (9 septembre 2019) :
- Decalobanthus bracteatus (P. S. Bacon) Simões & Staples
- Decalobanthus mammosus (Lour.) Simões & Staples
- Decalobanthus pacificus (Ooststr.) Simões & Staples
- Decalobanthus peltatus (L.) Simões & Staples

Selon World Checklist of Selected Plant Families (WCSP) (9 septembre 2019) :
- Decalobanthus bimbim (Gagnep.) A.R.Simões & Staples (2017)
- Decalobanthus boisianus (Gagnep.) A.R.Simões & Staples (2017)
  - variété Decalobanthus boisianus var. boisianus
  - variété Decalobanthus boisianus var. fulvopilosus (Gagnep.) A.R.Simões & Staples (2017)
  - variété Decalobanthus boisianus var. sumatranus (Ooststr.) A.R.Simões & Staples (2017)
- Decalobanthus borneensis (Merr.) A.R.Simões & Staples (2017)
- Decalobanthus bracteatus (P.S.Bacon) A.R.Simões & Staples (2017)
- Decalobanthus eberhardtii (Gagnep.) A.R.Simões & Staples (2017)
- Decalobanthus elmeri (Merr.) A.R.Simões & Staples (2017)
  - variété Decalobanthus elmeri var. elmeri
  - variété Decalobanthus elmeri var. glaberrimus (Ooststr.) A.R.Simões & Staples (2017)
- Decalobanthus korthalsianus (Ooststr.) A.R.Simões & Staples (2017)
- Decalobanthus mammosus (Lour.) A.R.Simões & Staples (2017)
- Decalobanthus pacificus (Ooststr.) A.R.Simões & Staples (2017)
- Decalobanthus peltatus (L.) A.R.Simões & Staples (2017)
- Decalobanthus pulcher (Ooststr.) A.R.Simões & Staples (2017)
- Decalobanthus similis (Elmer) A.R.Simões & Staples (2017)
- Decalobanthus sumatranus Ooststr. (1936)

Selon Tropicos (9 septembre 2019) (Attention liste brute contenant possiblement des synonymes) :
- Decalobanthus peltatus (L.) A.R. Simões & Staples
- Decalobanthus pulcher (Ooststr.) A.R. Simões & Staples
- Decalobanthus sumatranus Ooststr.